# Unidos de Ribamar
Unidos de Ribamar é uma escola de samba da cidade de São José de Ribamar, que participa do Carnaval de São Luís do Maranhão.
Em 2011, apresentou como seu enredo a história da mineração de ferro no estado.
Em 2012 homenageou o bairro Liberdade obtendo o 4º lugar, sendo essa sua melhor classificação.
Desde 2019 a escola parou suas atividades

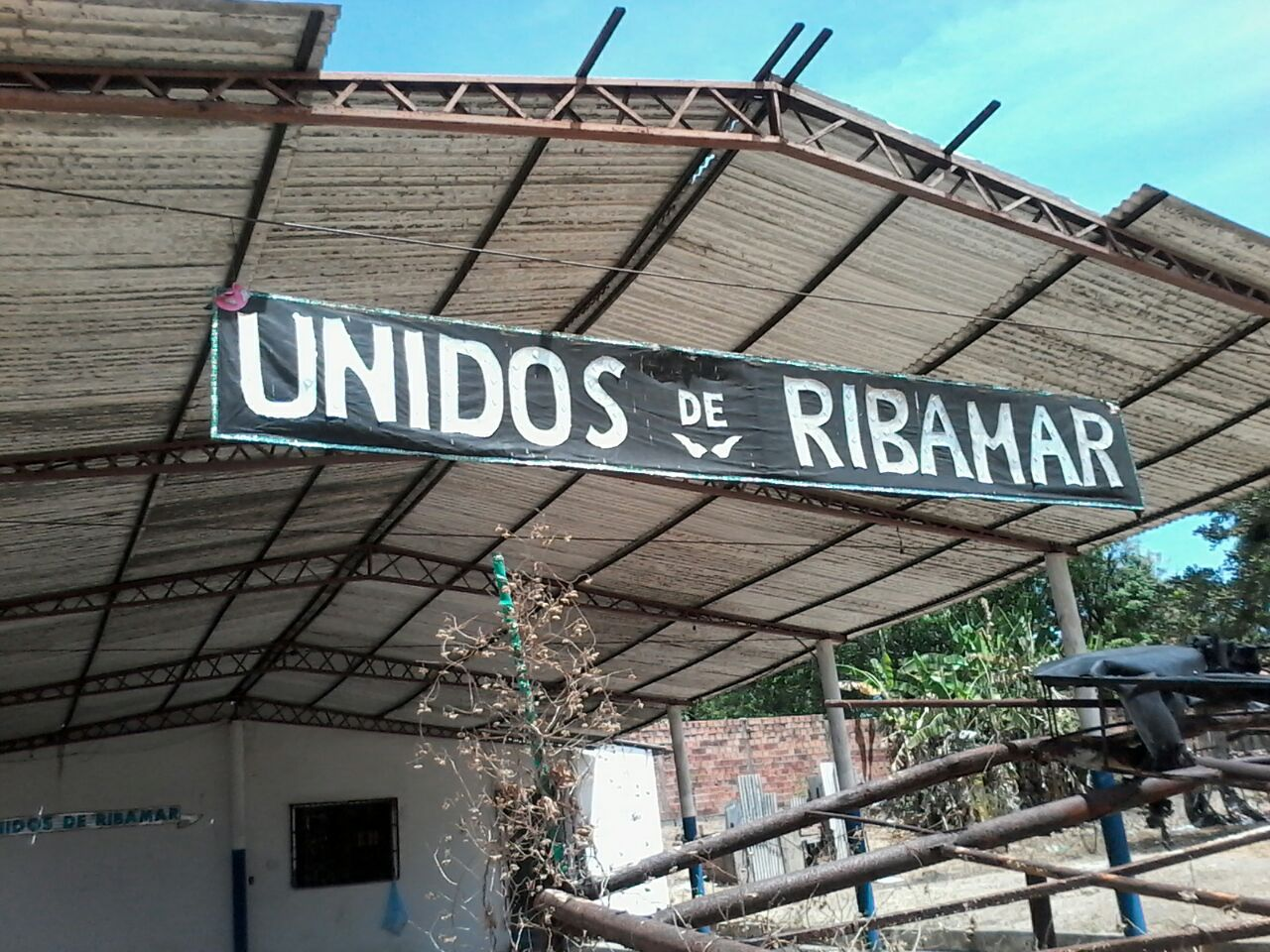
Quadra da Unidos de Ribamar em 2017.

## Segmentos

### Presidentes
| Nome                    | Mandato        | Ref.  |
| ----------------------- | -------------- | ----- |
| (anterior)              |                |       |
| Augustinho Sousa Santos | ? - atualidade | [ 2 ] |

### Diretores
| Ano  | Diretor de Carnaval | Diretor geral de harmonia | Mestre de bateria | Ref.  |
| ---- | ------------------- | ------------------------- | ----------------- | ----- |
| 2014 |                     |                           | Bispo             | [ 3 ] |
| 2015 |                     |                           |                   |       |

### Coreógrafo
| Ano  | Nome            | Ref. |
| ---- | --------------- | ---- |
| 2014 | Guilherme Teles |      |

### Casal de Mestre-sala e Porta-bandeira
| Ano  | Nome                             | Ref. |
| ---- | -------------------------------- | ---- |
| 2016 | Cadu Rodrigues e Thays Travassos |      |

### Rainhas de bateria
| Período | Nome | Ref. |
| ------- | ---- | ---- |
| 2014    |      |      |
| 2015    |      |      |

## Carnavais
| Ano  | Colocação | Grupo | Enredo | Carnavalesco              | Ref.        |
| ---- | --------- | ----- | --- | ------------------------- | ----------- |
| 2006 | 9º lugar  | ÚNICO | 2006 – Do vira do capitão português ao pescador na risca.                                                                                  |                           |             |
| 2007 | 8º lugar  | ÚNICO | As estrelas de Nicolau Sodré e Mandrake no céu da boca do povo.                                                                            |                           |             |
| 2008 | 10º lugar | ÚNICO | No poder das mãos: arte, encanto e magia dos segredos do Maranhão.                                                                         |                           |             |
| 2009 | 9º lugar  | ÚNICO | A cidade da pesca e da fé |                           |             |
| 2010 | 7º lugar  | ÚNICO | De Taipa ou de Tijolo, Sou Feliz no Meu Cafofo: O Sonho da Casa Própria                                                                    | Darlan Oliveira           |             |
| 2011 | 6º lugar  | ÚNICO | Piui\| São Luís a Carajás, no vai e vem do leva e traz. Compositores: Darlan Oliveira e Lucas Neto. Intérprete:Luis Carlos Pinheiro "Vovô" | Darlan Oliveira           | [ 2 ]       |
| 2012 | 4º lugar  | ÚNICO | Liberdade, a força de uma comunidade |                           | [ 4 ] [ 1 ] |
| 2013 | -         | ÚNICO | Não houve desfile | -                         |             |
| 2014 | 6º lugar  | ÚNICO | Se correr o bicho pega, se ficar o bicho come. Compositores:Samy do Cavaco e Wallace Godinho                                               | Guilherme Mendes Ferreira | [ 3 ]       |
| 2015 | 6° lugar  | ÚNICO | Lava-Pratos, o bis do carnaval | Darlan Oliveira           |             |
| 2016 |           |       | Não desfilou |                           | [ 5 ]       |
| 2017 | 11º lugar |       | A paz Esteja Convosco |                           | [ 6 ] [ 7 ] |
| 2018 | 11º lugar |       | Uma noite de Natal na passarela do Carnaval                                                                                                |                           | [ 8 ]       |